# اچ‌ام‌اس رزرو (۱۷۰۴)
اچ‌ام‌اس رزرو (۱۷۰۴) (به انگلیسی: HMS Reserve (1704)) یک کشتی بود که طول آن ۱۳۰ فوت (۳۹٫۶ متر) بود.